# Preso di mira
Preso di mira (Land of the Free) è un film statunitense del 1998 diretto da Jerry Jameson.

## Trama
Aiden Carvell, un ricco imprenditore si candida al Senato. Nel corso della campagna elettorale, il suo braccio destro Frank Jennings scopre che Carvell è implicato nel traffico d'armi e per l'omicidio del suo amico, così Jennings lo fa arrestare. Ma, lui e la sua famiglia sono in grave pericolo di vita per via di Carvell, così entrano in clandestinità.